# Asplenium horridum
Asplenium horridum là một loài dương xỉ trong họ Aspleniaceae. Loài này được Kaulf. mô tả khoa học đầu tiên.